# Conseil d'État (république des Komis)
Pour les articles homonymes, voir Conseil d'État.
VIIe législature
Place Stefanovksaïa, Syktyvkar
Le Conseil d'État de la république des Komis (en russe : Государственный Совет Республики Коми, en komi : Коми Республикаса Каналан Сöвет) est l'organe législatif régional de la république des Komis en Russie. Le parlement est composé de 30 députés élus pour 5 ans au suffrage universel direct. À la suite des dernières élections en 2020, l'assemblée est dominée par Russie unie.

## Élections

### 2015
| Parti         | Parti         | %     | Sièges |
| ------------- | ------------- | ----- | ------ |
|               | Russie unie   | 58.05 | 26     |
|               | LDPR          | 11.59 | 1      |
|               | Russie juste  | 10.02 | 2      |
|               | KPRF          | 7.40  | 1      |
|               |               |       |        |
| Participation | Participation | 50.93 |        |

### 2020
| Parti         | Parti             | %     | Sièges |
| ------------- | ----------------- | ----- | ------ |
|               | Russie unie       | 28.61 | 20     |
|               | KPRF              | 14.81 | 4      |
|               | LDPR              | 14.45 | 3      |
|               | Alternative verte | 10.01 | 1      |
|               | Rodina            | 9.83  | 1      |
|               | Russie juste      | 8.56  | 1      |
|               |                   |       |        |
| Participation | Participation     | 30.14 |        |